# Бори, Паскаль
Паскаль Бори (урожд. Мишель, род. 1 апреля 1969, Канны) — французский политик. Член партии «Республиканцы». Мэр Вильнёв-лез-Авиньон с 2020 года, бывший сенатор от Гара.

## Биография
Родилась 1 апреля 1969 года в Каннах. Выпускница Высшего института управления, она работала менеджером в финансовой/банковской сфере и стала советником по управлению активами. Вместе с мужем она создала компанию Bories Environnement, соруководила которой до сентября 2017 года.
Активистка республиканцев, она также принадлежит к Христианскому движению руководителей и лидеров.
Паскаль является первым заместителем мэра Вильнёв-лез-Авиньон Жана-Марка Рубо, возглавлявшего делегации по финансам, устойчивому развитию и крупным проектам в период с 2001 по 2017 год, а также избрана советником департамента кантона Вильнёв-лез-Авиньон в тандеме с Жаном-Луи Банино в 2015 году.
С 2008 по 2014 год Паскаль была общественным советником городского сообщества Большого Авиньона. Она снова занимает эту должность с 2020 года .
11 октября 2017 года, после отставки Жана-Поля Фурнье из Сената и следующего по списку Макса Рустана, предпочитающего оставаться мэром Алеса, Бори заменяет их в Люксембургском дворце. Она стала секретарём и членом Комиссии по региональному планированию и устойчивому развитию. Она также является членом Национального совета по территориальному планированию и развитию (CNADT).
Кандидат на муниципальных выборах 2020 года в Вильнёв-лез-Авиньон, она выиграла выборы в первом туре с 59,14 % голосов и избрана мэром 27 мая 2020 года. Она подала в отставку со своего мандата сенатора 27 июня.
В следующем году она была переизбрана советником департамента Гара вместе с Реми Башевалье, мэром Рошфор-дю-Гар, набрав 78,49 % голосов в кантоне Вильнев-ле-Авиньон против дуэта Национального объединения.

## Резюме мандатов
- С 27 мая 2020 года: мэр Вильнёв-лез-Авиньон.
- 2008—2014 гг./ с 2020 года: Общественный советник городского сообщества Большого Авиньона.
- 2017—2020 гг.: сенатор Гарда; член группы LR и заместитель председателя региональной комиссии по планированию и устойчивому развитию.
- С 2015 года: советник департамента Гар, избранный от кантона Вильнёв-ле-Авиньон.
- 2001—2017 гг.: 1-й заместитель мэра Вильнёв-ле-Авиньон, делегат по финансам.